# Puyo Puyo Chronicle
Puyo Puyo Chronicle (ぷよぷよクロニクル) é um jogo eletrônico de quebra-cabeça desenvolvido pela Sonic Team e publicado pela Sega para o Nintendo 3DS,[carece de fontes?] para comemorar o 25º aniversário da série Puyo Puyo. Esta é a primeira versão que oferece modelos 3D para os personagens em vez do 2D tradicional.
Além das mecânicas tradicionais, ele apresenta elementos de RPG, permitindo até três aliados em equipe, além de mais de 60 missões secundárias e introduz uma nova protagonista, Ally.

## Modos
Puyo Puyo Chronicle oferece uma série de mecânicas e modos presentes nas versões anteriores, bem como um modo de história em formato RPG.

### Modo RPG
O modo principal. Com Arle, que foi atraída por um brilho misterioso de um livro, mudou-se para outro mundo. Arle encontrará Ally, que a acompanhará em sua aventura por este novo mundo.
O modo de história tem vários recursos:

#### Busca
No "modo RPG", o jogo avança principalmente ao completar "missões" que se desenrolam em vários lugares. A pesquisa possui uma "pesquisa principal" relacionada à progressão da história e uma "subpesquisa" não relacionada à progressão da história principal, e uma recompensa pode ser obtida quando a pesquisa for concluída.

#### Batalha de Habilidades
A "Batalha de Habilidades" começa quando você atinge um monstro no campo. Neste modo, se você limpar os Puyos, poderá lançar Puyos nocivos em seu oponente e atacar. Durante a batalha, os monstros podem enviar Puyos nocivos ao oponente e, se eles caírem no campo de jogo, o HP do personagem diminuirá. Além disso, quando os Puyos se acumulam no topo do tabuleiro, o HP restante é drasticamente reduzido e o terreno é reiniciado. Os Puyos nocivos não cairão durante o turno. Se você vencer na batalha, você pode ganhar moedas e atualizar o cartão de personagem. Além disso, as sementes em cadeia aparecem em seu campo no início da batalha, os HP/MP sempre se recuperarão totalmente quando a batalha terminar. Acertar um monstro por trás no campo aumenta a "semente em cadeia" que aparece no início da batalha em uma cadeia. Por outro lado, se o monstro for atingido por trás, será "inesperado" e os Puyos nocivos cairão no tabuleiro inimigo e sofrerão danos.

#### Habilidades
Cada personagem tem uma "habilidade" diferente e pode ser ativado à vontade consumindo MP durante o jogo. As habilidades têm uma variedade de efeitos, como mudar a cor dos puyos no tabuleiro e aumentar os poderes do personagem.

#### Equipe
Em batalhas de habilidade, uma equipe é formada organizando até 3 personagens e até 4 "Cartas Puyo Puyo". O status de HP e MP da equipe muda dependendo do caráter e da organização das cartas. Quando um personagem avança na história ou vence uma batalha, o personagem se junta ao grupo e pode ser adicionado ao time do jogador. Além disso, se você derrotar um monstro ao longo do caminho, você pode se juntar a um grupo. Além disso, as batalhas de "Batalha de Habilidades" de "Minna de Puyo Puyo" e "Internet" são travadas usando os dados de equipe criados no "modo RPG".

#### Cartas de personagem e de item
Os personagens podem ser fortalecidos equipando-se com cartas de Puyo Puyo, que podem ser obtidas nas lojas da vila e nos baús de tesouro no campo. Existem vários tipos de cartas Puyo Puyo que podem ser combinadas para criar cartas mais fortes.

#### Batalha de chefes com todo mundo
Existe um modo “Batalha de chefes com todo mundo” para 2-4 jogadores que colaboram com outros jogadores nas comunicações locais para derrotar o chefe. Neste modo, você pode desafiar o uso de seus dados salvos e obter uma rara "Carta Puyo Puyo" ao derrotar o chefe. As regras da batalha são as mesmas da "Batalha de Habilidades" anterior, mas neste modo, quando a "Condição de tempo de oportunidade" indicada no início da batalha for atingida, "Tempo de oportunidade" (o mesmo que "Modo Fever" de Puyo Puyo Fever) Ocorre por um tempo.

### Jogador individual
Modo de jogador único através das diferentes regras e modos disponíveis.

### Multijogador local
Um modo de combate entre dois ou quatro jogadores em rede local.

### Multijogador online
Modo para dois ou quatro jogadores online em três regras diferentes: Batalha de habilidades, Puyo Puyo Dori e Puyo Puyo Fever. Você pode participar dos seguintes modos:
- "National Puzzle League", onde você pode jogar um contra um, avançando no ranking
- "Club", onde pode jogar entre dois ou quatro jogadores com regras personalizadas.

### Lições
Uma forma em que o jogador pode aprender as regras básicas e técnicas de encadeamento de Puyo Puyo.

### Dados
Existem "lojas" onde você pode ver os resultados de cada modo, alterar opções e comprar vários itens (itens ocultos) usando pontos para jogar.

## Regras
O jogo possui várias regras disponíveis, a maioria delas de versões anteriores, entre as quais:
- Puyo Puyo, com as regras clássicas de Puyo Puyo (o limite é a última linha da terceira coluna, sem deslocamento)
- Puyo Puyo Tsu, com as regras do referido jogo (as mesmas regras do primeiro jogo, com a adição de ajuste de deslocamento)
- Puyo Puyo SUN, com as regras SUN (com a introdução de Puyos SUN, que atribui um grande número de pontos ao excluir Puyos adjacentes)
- Puyo Puyo Fever, com as regras introduzidas nesta versão (o limite é a terceira e quarta colunas, e o modo Fever)
- Nazo Puyo, com vários desafios de quebra-cabeça com peças predefinidas
- Big Puyo Rush, em que o painel é reduzido a 6x3, e ao conectar 3 ou mais Puyos, eles desaparecem
- Chibi Puyo, em que o painel é aumentado para 10x18, e o objetivo é chegar a uma estrela enterrada entre os Puyos sólidos lixo; quando apagado, ele enviará Puyos nocivos infinitos ao oponente